# Exception de nullité
Une exception de nullité est, en droit, un argument que l'on soulève avant même d'évoquer le fond de l'affaire, et qui tend à voir annuler une pièce de la procédure ou, éventuellement, l'ensemble de la procédure, en raison de la violation par l'une des parties (demandeur, défendeur, forces de l'ordre, administration fiscale, magistrat du siège, magistrat du parquet, etc.) d'une disposition essentielle du droit.
En cas d'admission de l'exception de nullité, la pièce est retirée des débats et ne peut plus fonder le jugement, ou la procédure est annulée.

## Droit français

### Exception de nullité en procédure civile
En procédure civile, l'exception de nullité désigne l'argument par lequel le défendeur à l'instance oppose au demandeur, par voie d'exception, la nullité de l'acte qui fonde l'action de ce dernier. Selon l'adage quae temporalia sunt ad agendum perpetua sunt, ad excipiendum, l'exception de nullité, à la différence de l'action en nullité, est perpétuelle.
Cela signifie qu'une telle exception peut toujours être opposée, quand bien même le délai de prescription de l'action en nullité serait écoulé (cass. civ 1, 21 décembre 1982). Néanmoins, la Cour de cassation a posé à ce principe deux exceptions. Selon la première, "la règle selon laquelle l'exception de nullité est perpétuelle ne s'applique que si l'action en exécution de l'obligation litigieuse est introduite après l'expiration du délai de prescription" (cass. civ 1,. 21 décembre 1982, et cass. civ 1, 19 décembre 1995). Selon la deuxième, l'exception ne peut être opposée qu'a une action en exécution d'une obligation dont l'exécution n'a pas encore été entamée (cass. civ 1, 17 juin 2010). Dans le cas contraire, l'exception de nullité est soumise au même délai de prescription que l'action en nullité.
Principe désormais posé par l'article 1185 du Code civil dont les termes sont : « L'exception de nullité ne se prescrit pas si elle se rapporte à un contrat qui n'a reçu aucune exécution. »

## Droit québécois (Canada)
Bien que le terme « exception de nullité » ne figure ni dans le Code civil du Québec ni dans le Code de procédure civile du Québec, la jurisprudence et la doctrine reconnaissent que ce moyen est codifié à l'article 2882 C.c.Q. ː 

« 2882. Même si le délai pour s’en prévaloir par action directe est expiré, le moyen qui tend à repousser une action peut toujours être invoqué, à la condition qu’il ait pu constituer un moyen de défense valable à l’action, au moment où il pouvait encore fonder une action directe.
Ce moyen, s’il est reçu, ne fait pas revivre l’action directe prescrite. »

Les auteurs Baudouin et Jobin écrivent au sujet de cette disposition que :

« Le législateur prévoit qu’un moyen de défense qui cherche à faire repousser une action peut toujours être soulevé, même après l’expiration du délai de prescription pour le faire valoir en demande, à la seule condition qu’il ait pu constituer une défense valable au moment où il pouvait encore fonder une action directe (article 2882). En d’autres termes, l’exception (c'est-à-dire le moyen de défense) survit à l’action prescrite, ce qui permet de continuer à faire valoir le droit en défense (quae temporalia sunt ad agendum perpetua sunt ad excipiendum). Cette mesure exceptionnelle surprend à première vue. En réalité, elle permet à la partie qui désire contester la validité du contrat, ou un autre aspect de celui-ci, de s’abstenir d’en saisir les tribunaux tant et aussi longtemps que le cocontractant lui-même ne s’adresse pas à eux pour, notamment, en demander l’exécution. La loi peut ainsi réduire le nombre de poursuites judiciaires, car une partie n’a pas à saisir la justice de façon « préventive » pour demander la nullité du contrat pour le cas où le cocontractant un jour déciderait d’en demander l’exécution. »

Selon le JurisClasseur Québec, l'exception de nullité est imprescriptible.